# Wolf Emil
Wolf Emil (Budapest, 1886. január 2. – Coq-sur-Mer, Belgium, 1947. július 15.) vegyészmérnök, az önálló magyar gyógyszeripar egyik megteremtője.

## Élete
Budapesten született Wolf Mór nagykereskedő és Löbl Mária fiaként izraelita családban. Münchenben járt egyetemre, vegyészmérnöki diplomát szerzett. Ezután németországi gyárakban dolgozott, majd egy darabig Richter Gedeon mellett működött. Kereszty György vegyészmérnökkel közösen alapította 1910-ben az "Alka" Vegyészeti Gyárat, 1912 januárjával cégét banktőke segítségvel részvénytársasággá alakította, s ez 1913-ban Chinoin Gyógyszer és Vegyészeti Termékek Gyára néven működött tovább. Richter Gedeonnal közösen teremtették meg az önálló magyar gyógyszeripart. Kezdeményezője volt a 20. század elején a szintetikus gyógyszerek gyártásának, melyek akkoriban Magyarországon még nem léteztek. Ő irányította azt a kutatógárdát, amellyel az ultraseptylt előállította, jelentékeny munkái közé tartozott a papaverin ipari gyártása is. Wolf és kutatócsoportja együttműködött Zemplén Géza professzorral, aki a József Nádor Műegyetem Szerves Kémiai Intézetét irányította, a feladtot az 1930-as években sikerült megoldaniuk. 1940-ig töltötte be a vezérigazgatói posztot, 1944-ben zsidó származása míatt deportálták Németországba. 1945-ben tért haza, majd újból vezérigazgatóként elkezdte újjászervezni gyárát. Munkásságának köszönhető a Chinoin hírnevének öregbítése, melynek érdekében külföldi utat is vállalt, s túlhajszolt iramban dolgozott. Belgiumban hunyt el, rövid betegség után.

## Családja
Kétszer nősült. 1917. november 17-én Budapesten, a Ferencvárosban házasságot kötött dr. Eulenberg Salamon és Fischer Golde lányával, Erzsébettel. 1924-ben elváltak. 1933. március 18-án ismét megházasodott. Második felesége Czuppony Ferenc és Draskovich Erzsébet lánya, Vilma volt.

## Emlékezete
Újpesten áll mellszobra, mely Tóth Dávid szobrászművész alkotása, s 2010. szeptember 23-án került felavatásra.